# Къщата на Жулиета
Къщата на Жулиета (на италиански: Casa di Giulietta) е историческа сграда във Верона, Италия, построена около XIII век. Популярна туристическа забележителност, която се идентифицира с легендарния дом на главната героиня от пиесата на Уилям Шекспир „Ромео и Жулиета“.

## История на сградата
Къщата на Жулиета е построена за аристократичния род Дал Капело (прототипът на семейство Капулети). Техният герб под формата на мраморна шапка (на италиански: cappello) все още стои на арката, водеща към двора. През 1667 г. къщата, заедно с кулата, която не е оцеляла до наши дни, е продадена от един от членовете на семейство Капело и впоследствие нееднократно сменя собствениците си. През XIX век в нея се помещава хан.
Къщата е напълно порутена и е пусната на търг от собствениците ѝ през 1907 година. В това състояние я купува общината и я превръща в музей.
Реставрацията ѝ започва след излизането на черно-белия филм Ромео и Жулиета през 1936 г., който предизвиква голям интерес. Тухлената фасада бива украсена с декоративни елементи (готическите очертания на входната арка, рамките на прозорците на втория етаж, заимствани от други сгради) и е построен балконът на Жулиета, който в оригиналния вид на къщата е липсвал (за създаването на предната му стена е използвана истинска резбована плоча от XIV век, вероятно представлявала част от древен саркофаг). Вътрешният двор също е възстановен като са добавени някои от елементите, показани във филма. През 1972 г. в двора е поставена и бронзовата статуя на Жулиета, дело на скулптора от Верона Нерео Костантини.
Реконструкцията се прави на няколко етапа: през 30-те, 70-те и 90-те години на XX век. Художествените орнаменти на таваните и стените са направени по образци от XIV век, оригинални стенописи от този период са пренесени от разрушени сгради и поставени по стените и т.н. През 1997 г. музеят е отворен за посетители. На един от етажите през 2002 г. са поставени предмети от филма на Франко Дзефирели Ромео и Жулиета, излязъл през 1968 г.: два костюма, брачното легло и седем скици за филма, направени лично от режисьора.

## Галерия
- Леглото на Жулиета
- Трапезарията
- Част от многобройните любовни писма, оставени от почитателите